# Markus Grünewald
Markus Grünewald (* 13. September 1963 in Bonn) ist ein deutscher Verwaltungsjurist. Er war von 2020 bis 2024 Staatssekretär im Ministerium des Innern und für Kommunales des Landes Brandenburg.

## Leben

### Ausbildung
Grünewald legte 1982 das Abitur am Städtischen Gymnasium Olpe ab und schloss anschließend 1986 ein Studium zum Diplom-Verwaltungswirt (FH) beim Kreis Siegen-Wittgenstein ab. Zudem studierte er Rechtswissenschaften und legte 1990 sein erstes Juristisches Staatsexamen in Freiburg ab. Seit 1986 ist er Mitglied der katholischen Studentenverbindung KDStV Ripuaria Freiburg im Breisgau im CV. 1993 legte er sein zweites Juristisches Staatsexamen in Düsseldorf ab. Im Mai 1995 wurde er in Bonn promoviert.

### Laufbahn
Nach seinem Studium war Grünewald von 1993 bis 1999 Amtsdirektor des Amtes Unterspreewald. Im Jahr 1999 wechselte er in das Ministerium des Inneren und für Kommunales Brandenburg und stieg zum Referatsleiter für Kommunalrecht auf. Im April 2020 übernahm er die Leitung der Abteilung für Kommunales.
Am 10. November 2020 wurde er unter Minister Michael Stübgen (CDU) zum Staatssekretär im Ministerium des Innern und für Kommunales des Landes Brandenburg ernannt. Er übernahm zunächst Verantwortung für die Bereiche Kommunalangelegenheiten, Brand- und Katastrophenschutz, Digitalisierung, Verfassungs- und Verwaltungsrecht sowie Ausländerangelegenheiten. Mit dem Ausscheiden des zweiten Staatssekretärs im Ministerium, Uwe Schüler, im Februar 2023 übernahm er auch er alle anderen Themenbereiche. Mit der Bildung des Kabinetts Woidke IV am 11. Dezember 2024 schied er aus dem Amt des Staatssekretärs aus.